# Славянка (Оренбургская область)
Славя́нка — хутор в Тюльганском районе Оренбургской области. Входит в состав Разномойского сельсовета.

## География
Хутор находится на расстоянии примерно 17 км (по прямой) к северо-западу от посёлка Тюльган, административного центра района.

### Часовой пояс
Хутор Славянка, как и вся Оренбургская область, находится в часовой зоне МСК+2. Смещение применяемого времени относительно UTC составляет +5:00.

## Население
| 2010 |
| ---- |
| 0    |

### Национальный состав
Согласно результатам переписи 2002 года, в национальной структуре населения казахи составляли 100 % из 5 чел.